# Kat polskich dzieci. Opowieść o Eugenii Pol
Kat polskich dzieci. Opowieść o Eugenii Pol – książka Błażeja Torańskiego poświęcona postaci Eugenii Pol. Wydana w 2022 przez wydawnictwo Prószyński i S-ka.
Książka została przetłumaczona na język rumuński (Călăul copiilor polonezi. Povestea Eugeniei Pol, tł. Vasile Moga, wyd. „Editura Cetatea de Scaun”, Târgoviște 2025 ISBN 978-606-537-752-3); fragmenty zostały przetłumaczone na jęz. angielski i niemiecki.

## Wyróżnienia
- Tygodnik „Newsweek” uznał Kata za najlepszą książkę historyczną jesieni (2022)[4],
- Nominacja do Międzynarodowej Nagrody im. Witolda Pileckiego (2023)[5],
- Nominacja do nagrody Plastry Kultury (2023)[6],
- W Radio Poznań Kat był tytułem tygodnia (fragmenty czytano na antenie)(2022)[7].

## Recenzje i analiza
Paweł Głuszek, historyk IPN napisał o książce „Reportaż Torańskiego to mocna rzecz: wstrząsająca literatura przepełniona bólem, cierpieniem i strachem. Ociera się o ostateczną literacką granicę. Pozostawia swój ślad w psychice i zapada w pamięć”.
Aleksandra Buchaniec-Bartczak na portalu Forum Żydów Polskich napisała: „Największą zaletą książki Błażeja Torańskiego, poza przybliżeniem prawdziwej historii, jest zderzenie kata z poprawną obywatelką, gdzie obie te role odgrywa ta sama osoba. Modyfikatorem są okoliczności – wojenna graniczna sytuacja i powojenna normalność, o ile można o niej w ogóle mówić w przypadku reżimu komunistycznego”.
Marcin Mokrosiński na portalu Wiek Dwudziesty pisze: „Błażej Torański oferuje czytelnikowi dobrze skonstruowaną książkę na pograniczu thrillera sądowego i reportażu biograficznego. Dużą zaletą omawianej publikacji jest mocne oparcie jej na materiale źródłowym. Książka jest pozycją godną polecenia, ukazującą upadek człowieka w trudnych, wojennych realiach, a także skomplikowaną, powojenną rzeczywistość PRL, w której niewydolny aparat państwa nie potrafił skutecznie rozliczyć zbrodni z okresu okupacji”.
Agnieszka Nowak w artykule na portalu Sztukater ocenia, że: „Autor dzięki dokładnemu cytowaniu wypowiedzi więźniów znakomicie oddał ich tragedię. Nie było fragmentu, na którym bym się zawiodła. Była to dla mnie zdecydowanie najstraszniejsza, ale jednocześnie także najbardziej autentyczna książka o tematyce drugiej wojny światowej i obozów koncentracyjnych. Zdecydowanie plusem książki były także zdjęcia zarówno więźniów i obozu, jak i zbrodniarki”.
Roman Soroczyński w dwutygodniku literacko-artystycznym pisarze.pl pisze: „to wstrząsająca książka o kobiecie, która była potworem w ludzkiej skórze” i podsumowuje, że książka „nie jest [...] adresowana do ludzi wrażliwych. Mimo tego, a może właśnie dlatego, warto ją przeczytać – choćby po to, aby dostrzec, jak łatwo można zepsuć charaktery”.
Recenzentka portalu secretum.pl ocenia: „Błażej Torański stworzył dzieło nie tylko historyczne, ale i psychologiczne. Przez dokładną analizę dokumentów i świadectw, autor przedstawia czytelnikowi złożony obraz człowieka, który staje się oprawcą. Fascynujące jest, jak Autor nie ogranicza się do opisu zbrodni, ale bada także powojenne życie Pol i jej ostateczny upadek. Szczególnie wstrząsający jest rozdział zawierający wywiad z Pol po odbyciu kary, oferujący głęboki wgląd w jej psychikę. Jednak podczas lektury zastanawiamy się również, czy kobieta, która stała się potworem, sama również nie padła ofiarą wojny? Co ciekawe książka, o tak trudnej i brutalnej tematyce napisana została przystępnym językiem i jest bardzo lekka w odbiorze. Taki kontrast naprawdę przeraża, ale i sprawia, że treść wciąga, jakby nie była reportażem, a thrillerem wojennym”.